# Psalydolytta fusca
Psalydolytta fusca es una especie de coleóptero de la familia Meloidae.

## Distribución geográfica
Habita en Senegal.